# 刘瞻 (前燕)
劉瞻，《資治通鑑》《十六国春秋》作劉睦，五胡十六国時代前燕人物。
337年九月，鮮卑慕容部大人慕容皝自称燕王，建立前燕政权。任命文武諸官列卿将帥。主要的汉族官僚有封弈、韩寿、裴開、陽騖、王寓、李洪、杜群、劉瞻、宋該、石琮、皇甫真、陽協、宋晃、平熙、張泓、封裕等人。其中刘瞻、宋该、石琮为常伯（相当于侍中）。
以後劉瞻的事績史書没有記载。